# ヴァンサン・オリオール
ジュール＝ヴァンサン・オリオール（フランス語: Jules-Vincent Auriol、1884年8月27日 – 1966年1月1日）は、フランスの政治家、弁護士、ジャーナリスト。同国第16代大統領（在任：1947年1月16日 - 1954年1月16日）。国民議会議員、財務大臣、法務大臣などを歴任した。

## 生い立ち及び初期の経歴
1884年8月27日にオート＝ガロンヌ県ルヴェルにて、肉屋の息子として誕生する。ルヴェル・カレッジで法律を学び、1904年にツールーズで弁護士を開業する。この間社会主義者となり、ル・ミディ・ソシアリスト（社会主義者の南フランス、Le Midi Socialist）の共同設立者となる。これが1908年のことで、この時点でオリオールは、トゥルーズのジャーナリスト協会の会長となっていた。
1914年5月にミュレから国民議会議員に立候補して当選し、以後1940年6月まで国民議会議員となる。1925年5月にはミュレ市長に選出され、1947年1月まで務める。1928年にオート＝ガロンヌ県議会議員に選出され、統一社会党分裂後は新たな社会党（旧社会党）の創設に参加し、党のスポークスマンや財務を担当した。1924年に代議院財務委員長を経て、1936年6月にレオン・ブルムを首班とする人民戦線内閣で財務大臣として初入閣する。蔵相となったオリオールはドルに対してフランを30パーセント切り下げたが、一層の経済不安となった。ブルムはフランの切り下げと産業統制を主張したが、1937年6月に急進社会党のカミーユ・ショータンと首相を交代する。オリオールはショータン内閣の法相、1938年3月にブルムによる第二次人民戦線内閣でコンセイユ・デタ（国務院）調整相を短期間務めるが、同年4月に急進社会党のエドゥアール・ダラディエ内閣が成立し、オリオールは閣僚を辞任した。
1939年9月に第二次世界大戦が始まり、フランスはナチス・ドイツに敗北して占領される。1940年7月10日にヴィシーで国民議会が開催され、フィリップ・ペタン元帥に全権を付与するが、オリオールは反対票を投じ、一年余り自宅軟禁に置かれる。1942年10月に脱出に成功し、レジスタンス運動に参加する。1943年10月にはイギリスのロンドンへ亡命し、シャルル・ド・ゴール率いる自由フランスに参加して国民解放フランス委員会の社会党代表に選出された。1944年7月にアメリカ合衆国のニューハンプシャー州ブレトン・ウッズで開催された国際連合通貨金融会議のフランス代表としてアメリカに渡り、ブレトン・ウッズ協定を締結した。

## 第四共和政成立と大統領就任

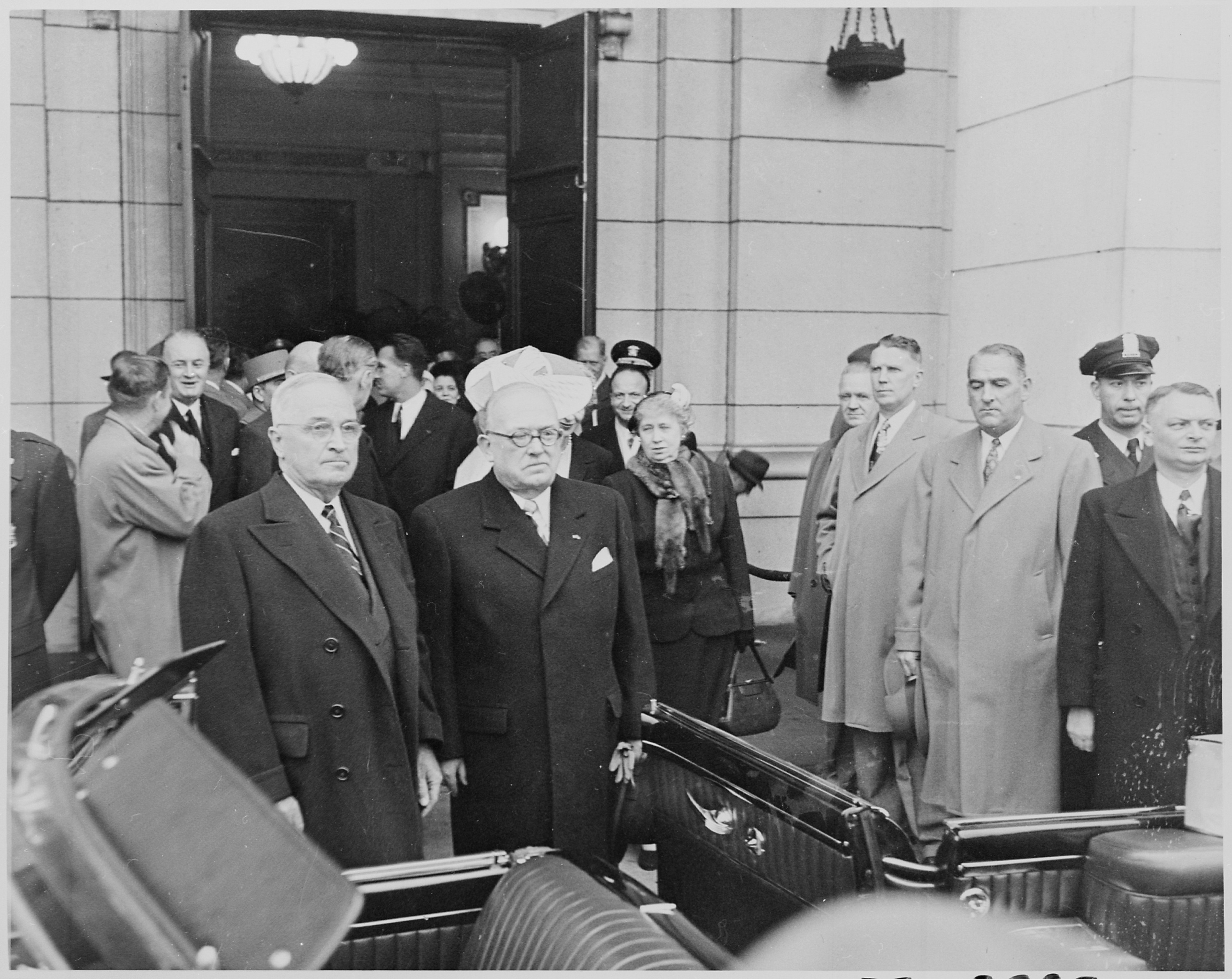
アメリカのトルーマン大統領と（1951年3月28日）

1945年11月にド･ゴールを首班とする臨時政府に国務大臣として入閣する。戦後のオリオールは第四共和政発足に当たり、憲法制定議会で議長に選出された。オリオールはド・ゴール派とフランス共産党の間にあって「第三勢力」の結集に動いた。1945年10月に国際連合が発足すると、オリオールはフランスの初代国際連合代表となった。同時期の総選挙でオート＝ガロンヌ県から国民議会議員に選出され、1947年1月16日にド・ゴール派・人民共和運動のオーギュスト・シャンプティエ・ド・リブを452票対242票で下し、大統領に選出された。
第四共和政における大統領は第三共和政のそれよりも権限が縮小され、対外的にフランスを代表する権限・法律審査権・国会で採択された法律に対する再審請求権を保有するに留まった。尤もオリオール自身はフランスの国家元首として、フランスと友好国の関係をより親密なものにしようと試みた。
一方、内政面では戦後・混乱からなかなか抜け出せずに疲弊した経済・政治的混乱・インドシナ戦争に関して責任を問われた。特に終戦直後は経済的苦境から脱することができず、1947年には各地で食糧暴動が発生した。共産党系の最大労組である労働総同盟、CGT）もストライキに突入した。ストライキは11月に暴動に発展し、ポール・ラマディエ首相と同内閣に閣内協力していたフランス共産党は全面対決の様相を呈し、共産党閣僚は更迭され、12月にストライキは収拾された。
インドシナ戦争を別にしても、フランス植民地帝国はオリオールの在任中に縮小の一途を辿った。モロッコ・マダガスカル・アルジェリア・チュニジアでは、より頻繁に衝突が激化していった。1953年にオリオールは演説の中で「私は風前の灯の国家の惨めな長であると感じている」と語った。1954年1月に大統領の任期が終了して退任した。後任には上院副議長のルネ・コティが就任した。
大統領退任後は長老政治家として、折に触れ政治評論を執筆した他に第五共和政が成立すると憲法評議会議員に就任した。これに伴い旧社会党の党籍を離れている。1965年12月の大統領選挙ではフランソワ・ミッテランを支持した。

## 家族
1912年6月にミシェル・オクチュリエと結婚し、1918年9月に長男のポール（1992年4月に死去）が誕生した。なおポールは1938年2月にジャクリーヌと結婚した。